# NGC 5489
NGC 5489 ist eine 12,2 mag helle Spiralgalaxie vom Hubble-Typ Sa im Sternbild Zentaur. Sie ist schätzungsweise 126 Millionen Lichtjahre von der Milchstraße entfernt.
Sie wurde am 1. Juli 1834 von John Herschel mit einem 18-Zoll-Spiegelteleskop entdeckt,  der bei zwei Beobachtungen „F, S, R, psbM, 10 arcseconds“ und „eF, R, glbM, 20 arcseconds“ notierte.